# 라노미 크로모비조요
라노미 크로모비조요 (Ranomi Kromowidjojo, 1990년 8월 20일 ~ )는 자유형을 주종목으로 하는 네덜란드의 수영 선수이며, 2012년 런던 올림픽 자유형 50m-100m 2관왕이다. 인도네시아계 수리남 출신의 아버지와 네덜란드 출신 어머니 밑에서 태어난 혼혈 2세로 50m 쇼트코스 세계기록 보유자이다.

## 어린 시절
흐로닝언주 사우베르트에서 태어나 가족이 스페인에서 휴양 중에 3세 때에 수영을 시작하였다. 그녀의 성은 "규칙적인 승리"를 의미하는 산스크리트어의 외래어에 뿌리를 둔 자바어이다.
크로모비조요는 2006년 부다페스트에서 열린 유럽 선수권에서 400m 자유형 릴레이의 첫 은메달을 땃다. 그녀는 성공적 FINA 세계 선수권 대회들과 2008년과 2012년 하계 올림픽에서 모국을 대표하게 된다.
2010년 7월 카나리아 제도에서 국가 대표 팀과 훈련 중에 바이러스 수막염에 걸렸으나, 그해 후반 세계 선수권 대회에 나가는 데 회복되었다.

## 수영 경력

### 2007년
2007년 세계 선수권 대회에 처음으로 나가는 데 합격한 그녀는 오스트레일리아 멜버른에서 열린 세계 롱코스 선수권에서 잉어 데케르, 펨케 헴스케르크, 마를레인 펠트휘스와 함께 400m 자유형 릴레이 동메달을 땄다. 개인적으로 100m 자유형 13위를 하였다.
그해 말기에 그녀는 2008년 베이징 올림픽을 위한 A급 자격 경기에 나가 50m와 100m 자유형에서 수영을 하고 네덜란드 오픈컵에서 힌켈리엔 슈루데르, 펨케 헴스케르크와 마를레인 펠트휘스와 함께 400m 자유형 릴레이 쇼트코스에서 세계 기록을 세웠다.
1주 후에 데브레첸에서 열린 유럽 쇼트코스 선수권 대회에 나가 슈루데르, 데케르, 펠트휘스와 함께 400m 자유형 릴레이 쇼트코스서 또다른 세계 기록을 세웠다.

### 2008년

#### 봄 경력
2008년 자신의 첫 주요 토너먼트는 에인트호번에서 열린 유럽 선수권 대회에서였다. 400m 자유형 릴레이에서 데케르, 헴스케르크, 펠트휘스와 함께 금메달을 땄으며 3분 33.62초와 함께 세계 기록을 깼다. 그들은 800m 자유형 릴레이에서 4위를 하고, 크로모비조요는 개인적으로 200m 자유형 9위를 하였다.
몇주 후에 맨체스터에서 열린 세계 쇼트코스 선수권 대회에서 그는 또다시 데케르, 헴스케르크, 펠트휘스와 함께 800m 자유형 릴레이 세계 타이틀을 우승하고 또다른 세계 기록을 세웠다.

#### 베이징 올림픽
그녀의 18세 생일이 오기 며칠 전 베이징 올림픽에서 데케르, 헴스케르크, 펠트휘스와 3분 33.76초로 400m 자유형 릴레이 금메달을 따면서 올림픽 챔피언이 되었다.
개인적으로 200m 자유형의 예선들에서 23위를 한 크로모비조요는 800m 자유형 릴레이와 400m 혼계영 팀의 일원이었으나 결승전 진출에 실패하였다.

#### 가을 경력
연말에 크로모비조요는 몇몇의 선수권 대회에 나갔다. 에인트호번 컵과 시작한 녀는 50m 배영 롱코스에서 국내 기록을 깨고 자신의 첫 개인 국내 기록과 함께 100m 자유형에서 2009년 수상 선수권 회에 나가는 데 합격하였다.
1주 후에 리예카에서 열린 유럽 쇼트코스 선수권 대회에 나가 400m 자유형 릴레이와 100m 혼계영에서 두개의 금메달을 따고, 100m 자유형에서는 메를레인 펠트휘스와 예네테 오테센에 밀려 동메달을 땄다. 또한 50m 배영에서 6위를 하기도 하였다.

### 2009년
2009년 7월 26일 로마에서 열린 세계 롱코스 선수권 대회에서 데케르, 헴스케르크, 펠트휘스와 함께 3분 31.72초의 세계 기록을 세워 금메을 획득하였다.

### 2010년
2010년 FINA 세계 수영 선수권 대회에 나간 크로모비조요는 개인적 50m와 100m 자유형(선수권 기록 51.45초) 양종목을 우승하였다. 400m 자유형 릴레이에서 데케르, 헴스케르크, 슈루데르와 함께 3분 28.54초의 또다른 선수권 기록과 함께 우승하였다.

### 2011년
2011년 세계 수상 선수권 대회에서 크로모비조요는 데케그, 펠트휘스, 헴스케르크와 함께 자신들의 세계 기록보다 2.24초 위로 올라간 3분 33.96초와 함께 금메달을 획득하였다. 개인적으로 100m 자유형에서 53.55초로 예네테 오테센과 알렉산드라 게라시메니야에게 밀려 3위를 하였다.

### 2012년

#### 런던 올림픽
2012년 런던 올림픽에서 크로모비조요와 그녀의 동료 선수들은 400m 자유형 릴레이에서 오스트레일리아 팀에 밀려 은메달을 따면서 경기를 시작하였다.
그주의 후반에 크로모비조요는 100m 자유형 준결승전에서 53.05초의 올림픽 기록을 세웠다. 다음 날에 열린 결승전에서 그녀는 알렉산드라 게라시메니야와 탕이를 앞서 53.00초의 올림픽 신기록을 세우며 금메달을 획득하였다. 50m 자유형에서 그녀는 24.07초의 개인 전력과 함께 재빠르게 결승전 출전에 합격하였다. 결승전에서 또다시 게라시네미야는 물론 자신의 훈련 파트너이자 동료 펠트휘스를 꺾고 24.05초의 올림픽 신기록을 세워 두번째 금메달을 땄다.
50m와 100m 자유형을 우승하면서 그녀는 모국의 선수 잉어 더 브라윈의 뜻을 이었다. 그해에 유럽 수영 연맹은 그녀를 "올해의 유럽 여성 수영 선수"로 선정하였다.

## 같이 보기
- 수영 자유형 50m 세계 기록 추이